# Antyle Francuskie
Antyle Francuskie (fr. Antilles françaises, czasami również Francuskie Indie Zachodnie) – potoczne określenie stosowane obecnie do francuskich terytoriów zależnych znajdujących się na Antylach. Obecnie w skład Antyli Francuskich wchodzą dwa departamenty zamorskie (Gwadelupa i Martynika) oraz dwie zbiorowości zamorskie (Saint-Barthélemy i Saint-Martin).
Głównymi wyspami Antyli Francuskich są:
- Martynika (1128 km²)
- Basse-Terre (841,49 km²)
- Grande-Terre (594,98 km²)
- Marie-Galante (158,01 km²)
- Saint-Martin (ok. 51 km² – tylko francuska część wyspy)
- La Désirade (21,12 km²)
- Saint-Barthélemy (ok. 21 km²)
- Terre-de-Bas (ok. 7 km²)
- Terre-de-Haut (ok. 6 km²)

Łączna powierzchnia Antyli Francuskich wynosi 2834 km², zamieszkane są przez 858 000 osób, a największym miastem jest Fort-de-France na Martynice.
Antyle Francuskie są również nazwą dawnej posiadłości Francji, która istniała w latach 1628–1762 oraz 1768–1783. W skład tej kolonii wchodziły:
- Grenada w latach 1649–1762
- Gwadelupa w latach 1635–1759 oraz 1768–1775
- Marie-Galante w latach 1648–1759
- Martynika w latach 1635–1762 oraz 1768–1783
- Saint-Barthélemy w latach 1648–1651, 1673–1744
- Saint Croix w latach 1650–1651, 1665–1733
- Saint Kitts (jako Saint-Christophe, tylko część wyspy) w latach 1628–1702
- Saint-Martin w latach 1648–1651, 1665–1672, 1679–1690, 1699–1702

Czasami do historycznych Antyli Francuskich zalicza się również inne wyspy zajmowane przez pewien czas przez Francję:
- Dominika 1778–1784
- Grenadyny 1779–1783
- Haiti 1697–1793, 1798–1804
- Montserrat 1782–1784
- Saba 1781–1784
- Saint Lucia 1650–1664, 1667–1723, 1743–1748, 1756–1762, 1763–1781, 1783–1794, 1795–1796, 1802–1803
- Saint Vincent 1779–1783
- Sint Eustatius 1689–1690, 1781–1784, 1795–1801
- Tobago 1666–1667, 1781–1793, 1802–1803
- Tortuga 1633–1654
- Turks i Caicos 1764–1783